# Еврейская община Нальчика
Еврейская община Нальчика — это евреи, когда-либо проживавшие на территории современного Нальчик, города в Кабардино-Балкарии. Еврейская община является одной из старейших на Северном Кавказе, в России. Евреи поселились здесь еще в начале XIX столетия. Большинство из первых переселенцев были выходцами из Засулакской Кумыкии, часть современного Дагестана. К середине XIX века горские евреи были сосредоточены в Еврейской Колонке, возле крепости Нальчик, неподалеку от центра города. В XIX веке в Нальчике было две синагоги, первая из которых открылась в 1848 г. В первые годы после революции 1917 года, в городе активно развивались еврейские организации и даже издавалась газета. Горские евреи получили автономию, которая была ликвидирована в 1938 г.

## История
Начало Еврейской колонке положили горские евреи, поселившиеся в 1847–1848 годах в двух верстах от крепости. До начала российского владычества на Кавказе горские евреи проживали в Эндирей ауле, что на Кумыкской равнине в Дагестане. В 1831 году, после нападения на аул Кази-Муллы, горские евреи перебрались в селение кабардинского князя Александра Бековича-Черкасского. Но и оттуда были вынуждены уехать, так как в Кабарду вторгся Шамиль. Евреи подались в Моздок, но из-за эпидемии холеры покинули город – переселились в Нальчик.
Евреи стали селиться в пригородах Нальчика в 1-й половине XIX века. К середине XIX века горские евреи были сосредоточены в так называемой Еврейской Колонке. В 1848 году, была открыта синагога, для которой в 1868 году был приобретен дом. Раввином Нальчика в 1850-х гг. был Ягья Куданетов, в 1860-х гг. был Гешей Амиров.
Некоторые факты из жизни евреев Нальчика:
- В 1866 году, в Нальчике проживало 74 еврейских семьи.[2]
- В 1886 году, 335 евреев.[2]
- В 1897 году, 1040 евреев, 32,4% от общего населения города.[2]
- В 1908 году, 1307 горских евреев.[2]
- В 1926 году, 1458 евреев, 11,3% от общего населения города.[2]
- В 1939 году, 3007 евреев.[2]
- В 1959 году, 2168 горских евреев, 2,5% от общего населения города.[2]
- В 1970 году, 5171 евреев. В том числе 2581 горский евреев и 2 крымчака.[2]
- В 1979 году, 2851 евреев, 1,4% от общего населения города.[2]
- В 2002 году, 955 евреев.[2]

В сфере экономической деятельности евреев Нальчика во 2-й половине XIX века преобладали торговля и ремесла, в основном выделка кожи. В конце XIX века в Нальчике было 2 синагоги. В 1902 была предпринята попытка создать в Нальчике школу для горских евреев. В 1910-х гг. в Нальчике действовало 3 хедера. В 1914 евреям принадлежали 11 лавок и магазинов, в том числе ювелирный, обе лавки кожевенных товаров, 2 мануфактурные и единственная посудная. Раввином Нальчика в конце XIX – начало XX века был Хазкиягу Абрамович Амиров (1855–?), в 1910-х гг. – Ицхак Гилядов (?–1918), в 1918–1923 гг., раввином был С. Р. Шаулов (1880–?). В 1918 году, заместитель начальника созданной местным населением милиции был Ханаан Эфраимов.
Летом 1920 года, для отправки на фронт в Нальчике формировалась еврейская кавказская часть «для защиты от погромов, устраиваемых поляками». С 1921 работало отделение Евкоммола. В начале 1920-х гг. в Нальчике активно действовали сионистские организации, в том числе отделение «Поалей Цион».
В 1925 года, еврейский квартал Нальчика был выделен в отдел административного района в составе города. В том же году в Нальчике действовала школа для горских евреев. Директором был Камуил Исаакович Гилядов. В 1923 году, К. И. Гилядов подготовил и издал в Нальчике букварь на языке горских евреев, использовав еврейский алфавит. В 1927 году, был избран совет квартала, что был ликвидирован в 1938 году, в который входили евреи – милиционер и фельдшер. В том же году были созданы еврейские кооперативы сапожников и кожевенников. С 1928 в Нальчике действовало отделение ОЗЕТ.
В конце 1920-х гг. 57% горских евреев Нальчика занимались сельским хозяйством. В 1930-х гг. евреи Нальчика начали переселяться в другие районы города. Раввином Нальчика в те годы был раби Нехемья. В 1924–31годы, одним из четырех языков, на котором выходила газета «Красная Кабарда», был язык горских евреев.
28 октября 1942 году, Нальчик оккупировали части вермахта. В ноябре 1942 году – начало января 1943 года в Нальчике существовало «открытое» гетто, где находилось несколько тысяч человек. Горские евреи компактно проживали в особом районе, куда после оккупации переселились местные евреи из других районов города.
В начале ноября 1942 год, в Нальчике было убито несколько десятков ашкеназийских евреев (в т. ч. эвакуированных) и 10 горских, как «советских активисты». После проведения регистрации евреев была конфискована часть их имущества. Евреям приказали носить шестиконечные звезды; после переговоров, представителей общины горских евреев с местными властями приказ был отменен 16 декабря1942 году. При созданном оккупационными властями национального совета был организован «национальный совет татов», куда входили 15 человек. 4 января 1943 году, Нальчик был освобожден.
В 1945 году, в Нальчике вновь начала действовать закрытая ранее синагога на ул. Подгорная, дом 79. В обычные дни, синагогу посещало 35–45 человек, в праздничные от 350 до 450 человек. Раввинами были С. Р. Шаулов и Шамуля Хазкеевич Амиров (1880–?). Обязанности шохета и моэла исполнял раввин Нахамшия Хазкеевич Амиров (1882–1968), сын Х. А. Амирова.
В 1947 году, прекратилось преподавание языка горских евреев в школе. В 1940–50-х гг. большинство горских евреев Нальчика было занято в швейной и обувной промышленности.
В 1959 году на обувной фабрике был создан вокально-инструментальный «Горско-еврейский ансамбль», позднее переименованный в «Татский народный вокально-музыкальный ансамбль» под руководством Виктора Шабаева. С 1988 года в Нальчике действует общественно-политический центр «Товуши» («Свет»), основанный Светланой Ароновной Даниловой (р. 1940), внучкой просветителя Камуила Исааковича Гилядова. Были открыты музыкальная школа «Шуламит» под руководством Нины Кардаильской, воскресная еврейская школа «Мехина» и детский сад. В 1990 году в Нальчике построена новая синагога. В общинном центре также работают ульпан, библиотека и молодежные клубы.
С 1993 года выходит газета «Евреи Северного Кавказа», редактором был Михаил Завелевич Иофин. В середине 1990-х гг. начала работать еврейская общеобразовательная школа. В 1990-х гг. раввином Нальчика был Овшалум Ильханович Шамилов (1942–1996).
Однако с распадом СССР ситуация изменилась. Криминальная обстановка и низкий уровень жизни предопределили массовый исход из еврейской Колонки, что вынудила переселиться многих в другие города России и за рубеж, в Израиль, США, Европу. Многие покидали город вынужденно, трудно было выдержать беспредел и разгул преступности.
В начале 2000-х выезд евреев из Нальчика приостановился.  Еврейская колонка остается одним из уникальных традиционных мест компактного проживания горских евреев. В 2008 году, в Нальчике жили порядка 2000 человек.
С 2000 года, председателем еврейской общины был Борис Шербетович Изгияев (р. 1938). С 2005 года, М. М. Шнеерсон Леви Шабаев (р. 1970), был председателем еврейской общины. В 2005–2006 годы, председателем религиозной общины был Герсил Рубинович Рубинов (р. 1946). В 2005 в Нальчике проживало около 2,5 тыс. Евреев.

## Известные евреи Нальчика
Список лиц еврейского происхождения, родившихся или когда-либо работавших в Нальчике: 
- Амирамов, Ефрем Григорьевич (р. 1956), советский певец, музыкант, композитор, поэт, телевизионный продюсер.[2]
- Ашуров, Танахум Рувимович (1894–1964), музыкант зурнист. Заслуженный артист РСФСР (1957). Народный артист Кабардино-Балкарской АССР (1953).[2]
- Давыдов, Илья Ильягумович (р. 1932), живописец.[2]
- Иллазаров, Исай Иллазарович (1920–1944), Герой Советского Союза (1945).[2]
- Киршон, Владимир Михайлович (1902–1938), драматург.[2]
- Шабаев, Давид Авигадулович (р. 1922), историк, археограф, поэт, публицист.[2]
- Шабаев, Владимир Моисеевич (р. 1959), физик, доктор физико-математических наук (1992), профессор СПбГУ (1998), специалист в области квантовой механики.[2]
- Шабаев, Семен (Шимриил) Содугович (1892–1976), танцовщик, хореограф.[2]